# Mahadula
Mahadula es una ciudad censal situada en el distrito de Nagpur en el estado de Maharashtra (India). Su población es de 21481 habitantes (2011). Se encuentra a 11 km de Nagpur.

## Demografía
Según el censo de 2011 la población de Mahadula era de 21481 habitantes, de los cuales 11145 eran hombres y 10336 eran mujeres. Mahadula tiene una tasa media de alfabetización del 87%, superior a la media estatal del 82,34%: la alfabetización masculina es del 90,80%, y la alfabetización femenina del 82,92%.